# Matthias Steiner
Matthias Steiner, född den 25 augusti 1982 i Wien, Österrike, är en tysk tyngdlyftare och olympisk guldmedaljör.

## Biografi
Matthias Steiner härstammar från Obersulz i Niederösterreich. Han började med tyngdlyftning som ung och är utbildad rörmokare. Vid 18 års ålder var Steiner den bästa tyngdlyftaren i Österrike. Vid junior-EM 2000 i Rijeka, Kroatien placerade Steiner sig på 8:e plats i 94 kg-klassen med 320 kg (142,5 kg ryck och 177,5 kg stöt).
Vid junior-EM 2001 i Kalmar, Sverige vann Steiner brons i 105 kg-klassen med 360 kg (165 kg ryck och 195 kg stöt). Vid junior-EM 2002 i Havířov, Tjeckien tog han återigen bronset i 105 kg-klassen, denna gång med 380 kg (172,5 kg ryck och 207,5 kg stöt).
2004 vann Steiner guld i lag-sm i tyngdlyftning med Falu AK.
Fram till 2005 tävlade Steiner regelbundet i världsmästerskap och europamästerskap för Österrike. Steiner deltog även i de Olympiska sommarspelen 2004 i Aten, där han i 105 kg-klassen lyfte 405 kg (182,5 kg ryck och 222,5 kg stöt) vilket gav honom en sjundeplats.
Vid EM i tyngdlyftning 2005 i Sofia, Bulgarien hade Steiner och det österrikiska laget stora meningsskiljaktigheter, vilket ledde till att Steiner inte lyfte sina tre ryckförsök. Efter mästerskapet lämnade han det österrikiska tyngdlyftningsförbundet och flyttade till Tyskland. I december 2005 gifte Steiner sig med en tysk kvinna från Zwickau i Sachsen och sökte tyskt medborgarskap. Under de tre åren det tog att bli tysk medborgare fick Steiner inte tävla i internationellt. I Tyskland lyfter Steiner för tyngdlyftningsklubben i Chemnitz och tränar i det tyska tynglyftningscentrat i Leimen i närheten av Heidelberg.
Den 16 juli 2007 omkom Steiners fru i en bilolycka. Trots sin tragiska förlust fortsatte Steiner att träna och tidigt i 2008 erhöll han tyskt medborgarskap och kunde återigen börja tävla internationellt, men denna gång för Tyskland.
Vid EM i tyngdlyftning 2008 i Lignano Sabbiadoro, Italien i +105 kg-klassen var Steiner den enda tyngdlyftaren som ryckte 200 kg. Steiner stötte även personligt rekord med 246 kg, vilket gav honom ett totalt resultat på 446 kg, vilket räckte för ett silver, ett kg bakom Viktors Ščerbatihs från Lettland som lyfte 447 kg.
I de Olympiska sommarspelen 2008 i Peking vann en överlycklig Steiner guldmedaljen med ett totalt resultat av 461 kg (203 kg ryck och 258 kg stöt). Med sig på podiet hade han ett fotografi av sin bortgångna hustru.